# Ligne 4 (O-Train)
La Ligne 4 de l'O-Train, parfois appelée l'antenne de l'Aéroport, est une ligne de l'O-Train, à Ottawa, en Ontario, au Canada.
Cet embranchement de 4 km dessert l'aéroport Macdonald-Cartier et assure la correspondance avec la Ligne 2 à la station South Keys. Le projet coute environ 100 millions de dollars et fut inauguré le 6 janvier 2025,. La couleur qui lui est dévolue est le cyan.
Durant la phase de planification de l'étape 2 de l'O-Train, elle était connue sous le nom de l'antenne de l'Aéroport de la ligne Trillium.

## Histoire
La ligne a été annoncée le 24 novembre 2020 par la Ville d'Ottawa. Elle fait partie du projet de l'étape 2 de l'O-Train. Elle était antérieurement connue comme étant une branche de la Ligne Trillium, avant que la ville ne décide de créer 4 lignes.

## Tracé
La Ligne 4 compte trois stations : Aéroport, Uplands et South Keys. Les correspondances vers la station Bayview de la Ligne 2 se font à la station South Keys.